# 의주적의 난
의주적의 난(義州賊-亂)은 고려 무신집권 때 의주에서 일어난 반란이다.

## 김순부·김숭의 난
1177년(명종 7) 의주(義州)·정주(靜州) 두 주가 반기를 드니 조정에서는 직문하 사정유(史正儒)와 예부낭중 임정식(林正植)을 보내어 선유(宣諭)케 했으나 반도(叛徒)들은 응하지 않고 계속하였다. 결국 선북면병마사 최우청(崔遇淸)의 꾀로 의주적의 우두머리인 도령(都嶺) 김순부(金純夫)와 낭장 김숭(金崇) 등이 잡혀 죽고 난은 평정되었다.

## 한순·다지의 난
1219년(고종 6)에 의주 별장(別將) 한순(韓恂)과 낭장 다지(多智) 등이 반란을 일으켜 방수장군(防戍將軍) 조선(朝宣)과 의주 수신(守臣 : 태수) 이체(李棣)를 죽이고 스스로 원수(元帥)라 하니 부근 여러 성(城)이 호응하였다.
고려 조정에서는 장군 조염경(朝廉卿) 등을 보내어 토벌케 했으나 이미 북계 여러 성이 의주적에게 항복하였다. 이에 다시 이극서·이적유·김취려 등을 계속 보내어 치게 했으나 역시 큰 성과를 얻지 못하다가 다음해 토벌군 지휘관을 개편하고 계속 토벌케 하였다. 이때 반적 중의 한순과 다지는 청천강(淸川江)을 경계로 삼아 동진(東眞 : 대진국)에 의뢰하는 일면 금나라 원수(元帥) 오가하(汚哥下)를 의주에 내둔(來屯)케 하였다. 이에 중군지병마사(中軍知兵馬使) 김군수(金君綏)는 사람을 오가하에게 보내어 맹약(盟約)을 어긴 것을 책하고, 한순과 다지 등 그 반적의 괴수를 붙들어 오게 함으로써 난은 평정되었다.
그러나 김취려가 종주뢰(宗周賚)와 곽원고(郭元固) 등을 의주에 보내어 유민을 모으게 하였더니 종주뢰는 탐욕을 부려 뇌물을 가져오는 자는 극진히 대우하고 뇌물이 없는 자는 이유를 붙여 주살(誅殺)하자, 적당(賊黨) 윤창(尹昌) 등이 다시 반란을 일으켰다. 이 난은 곧 진압되었으나 그 후에도 여러 번 작은 반란이 있었다.

## 같이 보기
- 동경의 반란